# Front de Stalingrad
Le front de Stalingrad est un groupe d'armées soviétique de la Seconde Guerre mondiale.
Il fut créé pour défendre les abords de la ville de Stalingrad contre l’avance allemande, le 12 juillet 1942.

## Formation initiale (12 juillet-3 août 1942)
Lors de sa formation, le 12 juillet 1942, le front de Stalingrad a pour commandant Semion Timochenko, pour chef d’état-major Pavel Bodin (de) et pour commissaire politique Nikita Khrouchtchev.
Il est formé à partir de trois armées de réserve qui deviennent (selon leur positionnement du nord au sud) :
- la 63e armée (V. I. Kouznetsov) ;
- la 62e armée (V. Y. Kolpaktchi puis A. I. Lopatine) ;
- la 64e armée (V. N. Gordov, avec comme second, puis commandant par intérim Tchouïkov).

Il est soutenu par la 8e armée aérienne (T. T. Khrioukine).
Le 20 juillet 1942, le front de Stalingrad reçoit en renfort une partie des unités issues du front du Sud-Ouest qui vient d'être dissous :
- la  38e armée qui est dissoute, dont les troupes vont renforcer la 62e armée et dont l’encadrement va former la 1re armée de chars (K. S. Moskalenko) ;
- la 28e armée qui est dissoute, dont les troupes vont renforcer la 64e armée et dont l’encadrement va former la 4e armée de chars (V. D. Kriouchenkine (en)) ;
- la 21e armée (A. I. Danilov).

Cette dernière se positionne le long de la boucle du Don sur la rive gauche du fleuve et s'intercale entre la 63e armée qui tient la rive gauche plus au nord et la 62e armée sur la rive droite, qui barre la boucle du Don.
Le 27 juillet 1942, alors que ces unités sont encore en cours de constitution, la 1re armée de chars au nord et la 4e armée de chars au sud, tenteront en vain de percer les flancs de la VIe armée pour encercler les unités en pointe.
Le 1er août 1942, le front de Stalingrad est renforcé au sud par la 51e armée (T. K. Kolomiets)
Le front a pour mission initiale de défendre le Don et à tout le moins d’empêcher la VIe armée du général allemand Friedrich Paulus d’atteindre la Volga.
Le 18 juillet 1942, les 62e et 64e armées rencontrent leur adversaire dans la boucle du Don. Moins pourvues en hommes et matériels, elles subissent de lourdes pertes et ne réussissent qu’à ralentir l’avance de Paulus vers Stalingrad : la ville est finalement atteinte le 23 août 1942.

## 2eforme(3 août-30 septembre 1942)
Le 3 août, pour faire face à l’arrivée au sud de la ville de la IVe armée blindée allemande, la moitié du front de Stalingrad est constitué en un front du Sud-Est placé sous le commandement d'Andreï Ieremenko.
Le 6 août 1942, les deux fronts sont placés sous le commandement de Ieremenko, avec pour second Gordov.
Le front de Stalingrad regroupe alors les armées suivantes :
- la 62e armée (A.I. Lopatine) ;
- la 21e armée (major général A.I. Danilov) ;
- la 63e armée (V. I. Kouznetsov),

qui sont soutenues par la 16e armée aérienne (Stepanov).
Après la réussite de la traversée du Don par la VIe armée allemande et l'isolement de Stalingrad par le nord le 23 août, le front va être renforcé pour tenter, en vain, de briser l'encerclement.
Les unités de renfort seront lancées à l'assaut quasiment dès leur sortie du train, après parfois mille kilomètres de trajet, de surcroît sans réel stock de munitions et sur un terrain très défavorable.
Ces contre-attaques dans l'isthme Don-Volga seront néanmoins répétées régulièrement, d'abord dans l'espoir de rejoindre les défenseurs de Stalingrad, puis simplement pour fixer les unités allemandes et alléger la pression sur la ville.
Pour cette tâche, le front de Stalingrad reçoit les unités suivantes :
- la 24e armée (D.E. Kozlov) ;
- la 66e armée (en) (R.I. Malinovski) ;
- la 1re armée de la garde (formation initiale, sous le commandement de K. S. Moskalenko jusqu'en octobre, puis de I.M. Chistyakov).

## 3eforme(30 septembre 1942-janvier 1943)
Le 28 septembre 1942, le commandement unifié du front est supprimé et le 30 septembre le front de Stalingrad, qui occupait de fait les positions à l’extérieur de la ville, entre la Volga et le Don est renommé front du Don — en alimentant également une partie du front du Sud-Ouest par la 1re armée de la garde — et le front du Sud-Est, dont dépendaient les unités situées à l'intérieur de la ville, est renommé « front de Stalingrad », auquel s'adjoint la 62e armée de Tchouïkov.
Le front de Stalingrad, sous le commandement d'Andreï Ieremenko, se compose alors des unités suivantes (du sud au nord) :
- la 51e armée (N. I. Troufanov (en)) ;
- la 57e armée (F. I. Tolboukhine) ;
- la 64e armée (M. S. Choumilov) ;
- la 62e armée (V. I. Tchouïkov).

Sa tâche est double : d'une part résister à l'attaque allemande dans la ville, c'est le rôle de la 62e armée, qui fixe la VIe armée, d'autre part préparer la pince sud de la contre-offensive, l'opération Uranus.
L'opération est lancée le 20 novembre pour le front de Stalingrad : il perce les lignes de la 4e armée roumaine et fait sa jonction le 22 novembre avec le front du Sud-Ouest à Kalatch, à 80 km derrière les lignes allemandes, encerclant ainsi de fait la VIe armée dans Stalingrad.
Puis le front de Stalingrad, avec le soutien de la 2e armée de la garde, résiste à la tentative de dégagement menée par Manstein du 16 au 21 décembre 1942 : l'opération Wintergewitter.
Le front de Stalingrad est renommé front du Sud fin décembre ou début janvier 1943.

## Commandants
- Du 12 au 20 juillet 1942 : maréchal Semion Timochenko
- 20 juillet 1942 : lieutenant général Vassili Gordov
- 6 août 1942 : colonel général Andreï Ieremenko